# Шотландский мерк

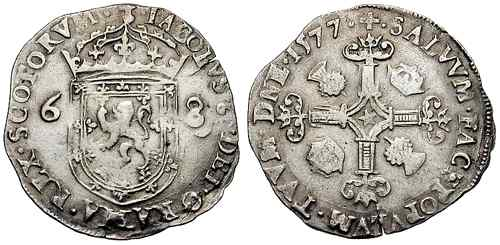
Мерк 1577 года, Яков VI

Мерк (англ. Merk) — шотландская серебряная монета, имевшая хождение в XVI—XVII веках. Первоначально в мерке содержалось 13 шиллингов 4 пенса, то есть 2/3 шотландского фунта или приблизительно один английский шиллинг, позже его стоимость упала до 14 шотландских шиллингов. В обращении находились монеты в один мерк, 1/2 мерка, а также 1/4 мерка. Первые выпуски монет в один мерк весили 103,8 грана и чеканились из серебра 500 пробы (см. биллон)